# Evaldo Silva dos Santos
Evaldo Silva dos Santos (sinh ngày 4 tháng 1 năm 1983) là một cầu thủ bóng đá người Brasil.

## Sự nghiệp câu lạc bộ
Evaldo Silva dos Santos đã từng chơi cho FC Tokyo.